# 忍者シノブさんの純情
『忍者シノブさんの純情』（にんじゃシノブさんのじゅんじょう）は、ゆずチリによる日本の漫画。『ゲッサン』（小学館）にて、2014年（平成26年）12月号から2017年（平成29年）5月号まで連載された。全30話。2017年7月からは、小学館のウェブコミック配信サイトであるサンデーうぇぶりでも配信が開始された 。忍者でもある女子高生を主人公としたラブコメ漫画である。

## あらすじ
霧隠高校2年生のシノブは忍者（くノ一）である。忍者はその掟として、自分が忍者であることを隠さなければならない。例外は、くノ一が心に決めた相手のみ。シノブは学校では、周囲から大人しく目立たない女子としか思われていなかったものの、初めて自分に興味を持ってくれたヒトヨシに、次第に惹かれてゆく。しかし極度に純情なシノブは、素直に想いを伝えられない。そして奥手のヒトヨシも、シノブの想いに気づかない。そんな2人と、個性豊かな級友たち、仲間たちが、様々なラブコメディを繰り広げる。

## 登場人物
シノブ
本作品の主人公（ヒロイン）。霧隠高校2年の女生徒。忍者でもあり、様々な密命をこなす。普段は素性を隠し、「普通の女の子」であることに拘るが、携帯電話が旧式ガラケーであるなど、その感覚は少しずれている。ヒトヨシに想いを寄せるが、素直に想いを伝えられずにいる。ヒトヨシの前では堂々と忍術を使うが、常に「普通の女の子よ」と、忍者の素性を否定する。
影山 ヒトヨシ（かげやま ヒトヨシ）
本作品のもう一人の主人公。シノブの級友で学級委員。その名の通り極度のお人好し。地味好きで運動音痴。シノブに想いを寄せられながらも、奥手のためにその想いに気づかない。シノブが忍者だと信じて疑わないが、忍者の掟に薄々気づき、しばしば、忍者としての素性を必死に隠すことに躍起になる。
井上 拓真（いのうえ たくま）
シノブの級友。イケメン、成績優秀、スポーツ万能と、ヒトヨシと正反対ながらも、彼とは小学5年以来の親友。シノブのヒトヨシへの想いを知り、さりげなく世話を焼く。
蓮沼 サエ子（はすぬま サエこ）
シノブの級友。恋愛に並みならない興味を抱いている。拓真のことが好きだが、彼が恋愛に興味を持たないことに悩んでいる。17歳。
榊原 あかり（さかきばら あかり）
シノブの級友。ドジだがメンタルは強く、失敗を怖がらずに、前向きに明るく生きる。中盤でヒトヨシの隣の席になり、彼に何かと世話を焼かれ、シノブに気を揉ませることになる。
一条院 静（いちじょういん しずか）
シノブのアルバイト先である和風喫茶店「カラクリ」を営む女性で、同じく忍者。シノブのヒトヨシへの想いを知り、陰ながら応援する。
影山 ツクシ（かげやま ツクシ）
ヒトヨシの妹、9歳。わがままで生意気でミーハー。兄のセンスの無さ、女気の無さを嫌う。
大和 和美（やまと かずみ）
ヒトヨシの幼馴染み。彼らとは別の月影高校に通う。ヒトヨシに幼馴染み以上の想いがあったようだが、シノブの想いを知り、複雑な想いを抱きながらも2人を応援する側に回り、シノブとも親しくなる。ふとしたことからサスケに興味を抱き、接近する。
風間 サスケ（かざま サスケ）
シノブの修行仲間の忍者。一般社会に紛れる修行のため、シノブらと同じ町に住み、シノブの行きつけの駄菓子屋でアルバイトを始め、和美の級友となる。シノブ同様に掟として素性を隠し、「普通の高校生」に拘るが、やはり感覚は少しずれている。

## 制作背景
ゆずチリの代表作の一つであり、初の連載作品でもある。連載決定時には、新聞紙上やニュースサイトで「現役東大生の漫画が連載開始」と報じられた。翌2015年（平成27年）には、ゆずチリにとって初の単行本として発売された。
本来は4か月の短期連載の予定であったが、2017年5月号で最終回を迎え、2年半の連載におよぶ作品となった。ゆずチリによれば、作者自身のお気に入りの作品であり、自身の原点といえる作品だという。第18話（単行本第3巻）には、同じく『ゲッサン』連載作品である『ふだつきのキョーコちゃん』（山本崇一朗著）のヒロイン2人がわずかに出演している。

## 社会的評価
単行本発売時には、作者の郷里である郡山市内下亀田のみどり書房桑野店で特設コーナーを設置してPRされ、同店の漫画担当者は「今風の若い人の感性で描かれ、温かく優しく誰でも楽しめる作品」と語った。
「忍者は正体を明かしてはいけない」という掟を、「思春期の気持ちは明かせない」という心境に絡めた作品とする見方もあり、シノブの卓越した忍術と、彼女の恋愛に対する勇気のあまりの低さとの対比をコメディとして評価する声もある。

## 書誌情報
- ゆずチリ 『忍者シノブさんの純情』 小学館〈ゲッサン少年サンデーコミックススペシャル〉、全5巻
  1. 2015年5月17日発行（2015年5月12日発売[11]）、ISBN 978-4-09-126065-9
  2. 2015年11月17日発行（2016年11月12日発売[11]）、ISBN 978-4-09-126607-1
  3. 2016年5月17日発行（2016年5月12日発売[11]）、ISBN 978-4-09-127247-8
  4. 2016年11月16日発行（2016年11月11日発売[11]）、ISBN 978-4-09-127454-0
  5. 2017年6月17日発行（2017年6月12日発売[11]）、ISBN 978-4-09-127630-8